# Julie (ópera)
Julie (título original en alemán; en español, Julia) es una ópera de cámara de un solo acto con música de Philippe Boesmans y libreto en alemán de Luc Bondy y Marie Louise-Bischofberger, basado en la obra teatral La señorita Julia (1888) de August Strindberg.
Boesmans es compositor residente en el Teatro Real de la Moneda en Bruselas, donde se estrenó esta ópera en marzo de 2005. Posteriormente se vio en Viena y como parte del Festival de Aix-en-Provence en julio del mismo año. Se ha grabado a partir de una representación en vivo en La Moneda. En las estadísticas de Operabase aparece con 5 representaciones en el período 2005-2010, siendo la ópera más representada de Philippe Boesmans.